# Cristian Raimondi
Cristian Raimondi (San Giovanni Bianco, 30 de abril de 1981) é um futebolista profissional italiano que atua como meia.

## Carreira
Cristian Raimondi começou a carreira no Predefinição:Futebol Albinoleffe.